# Hungersnot in Bengalen 1943

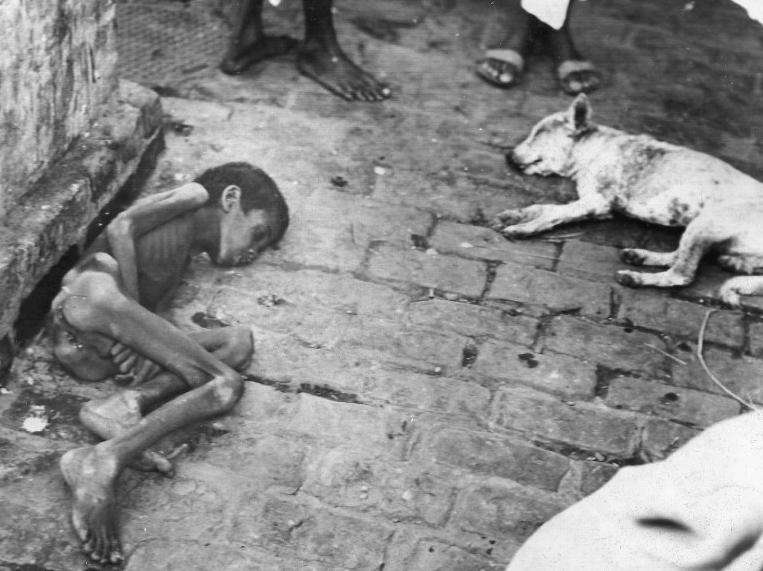
Verhungerndes Kind, Oktober 1943 in Kalkutta

Die Hungersnot in Bengalen 1943 (bengalisch পঞ্চাশের মন্বন্তর) betraf die Präsidentschaft Bengalen im damaligen Britisch-Indien während des Zweiten Weltkrieges. Die Zahl der Hungertoten wird auf 1,5 bis 4 Millionen geschätzt.

## Ursachen
Verschiedene Faktoren verschärften die Hungerkatastrophe. Zum einen wirkte sich eine Dürre aus. Zum anderen war nach dem Fall von Singapur die britische Kronkolonie Burma im März 1942 von den Japanern erobert worden, so dass die Reis-Importe, mit denen Bengalen zu Friedenszeiten zum Teil versorgt worden war, nicht mehr zur Verfügung standen.
Der indische Ökonom und Nobelpreisträger Amartya Sen verweist in seiner Untersuchung Poverty and Famines zu den Ursachen von Hungerkatastrophen, auf den Zusammenhang zwischen einerseits kriegsbedingter Inflation (der Krieg in Südostasien führte zu hohen Investitionsaufwendungen in militärische Infrastruktur, einem Zuwachs an Kaufkraft durch stationiertes Militärpersonal und einem Nachfrageschub für Lebensmittel in der näheren Peripherie) und andererseits saisonal in der Landwirtschaft beschäftigten Lohnarbeitern, welche die beschäftigungslose Zeit üblicherweise mit Ersparnissen überbrückte. Diese Ersparnisse wurden jedoch inflationsbedingt rasch entwertet, bei gleichzeitig rapide steigenden Lebensmittelpreisen. Sen weist in diesem Zusammenhang darauf hin, dass nicht der nur lokale (mißerntebedingte) Mangel an Lebensmitteln per se zu der Hungersnot führte, sondern tatsächlich erst der inflationsbedingte Rückgang der Kaufkraft (Hunger nicht die Folge des physischen Fehlens von Nahrungsmitteln (FAD – Food Availability Decline), sondern Folge eines Verfalls der Verfügungsrechte (FED)). Nachdem keine Nachfrage (im ökonomischen Sinne) nach Lebensmitteln mehr entfaltet wurde, fanden auch keine Lebensmittellieferungen aus anderen Teilen Indiens nach Bengalen mehr statt, um das in Bengalen bestehende Lebensmitteldefizit auszugleichen. Diesen Mechanismus nicht zu erkennen, führte auf Regierungsseite zu der fatalen Fehleinschätzung, dass öffentliche Maßnahmen in Form von finanziellen Zuwendungen an die Hungernden (um ökonomische Nachfrage entfalten zu können) oder alternativ direkte Lebensmittelhilfe nicht notwendig seien. Es bleibt zu diskutieren, wie sehr diese ökonomische Ursache durch Fehler in der Kommunikation innerhalb des Regierungsapparats, durch bewusste Allokationsentscheidungen in der englischen Kriegswirtschaft und möglicherweise auch durch rassistische Tendenzen zusätzlich verschärft wurde.
Shashi Tharoor warf insbesondere dem damaligen britischen Premierminister Winston Churchill vor, sich gegenüber dem Elend in Bengalen gleichgültig gezeigt oder es sogar wissentlich in Kauf genommen zu haben. Während der Hungersnot sei es Churchills einziges Interesse gewesen, die gute Versorgung der britisch-indischen Armee und des britischen Mutterlandes sicherzustellen. Seine einzige Antwort auf ein Telegramm des Vizekönigs Archibald Wavell, in dem dieser die Freigabe von Nahrungsmittelspeichern erbat, war die Frage gewesen, warum Gandhi denn nicht auch verhungert sei.
Vorräte in anderen Provinzen Britisch-Indiens wurden zum Teil aus eigennützigen Beweggründen nicht oder nur zögerlich nach Bengalen geliefert. Auch behinderte die Kriegslage den freien Nahrungsmitteltransport nach Bengalen.

## NS-Propaganda

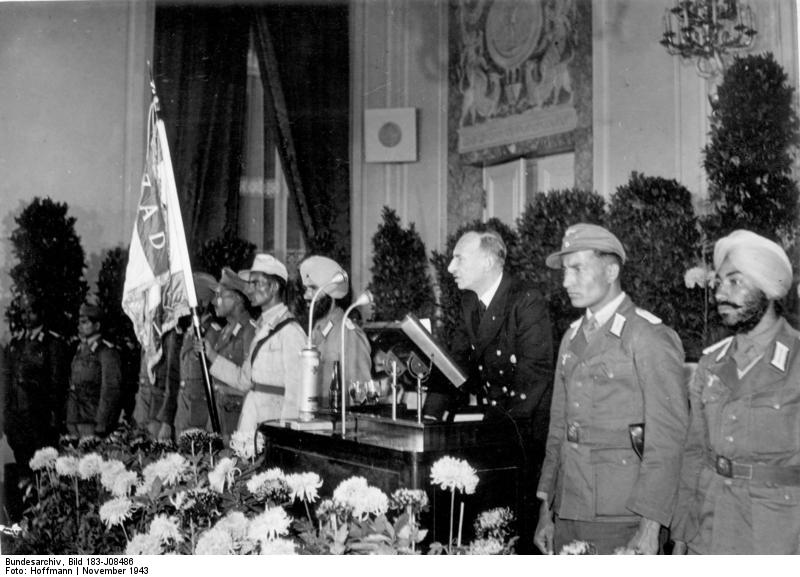
Empfang für indische Vertreter der Zentrale Freies Indien am 15. November 1943

Das nationalsozialistische Deutschland nutzte die Hungersnot gegen den britischen Kriegsgegner propagandistisch. Am 30. Oktober 1943 erkannte das Deutsche Reich die provisorische indische Exilregierung unter Subhash Chandra Bose an. Bei einem Empfang am 15. November 1943 im Berliner Hotel Kaiserhof protestierten indische Vertreter der Zentrale Freies Indien gegen den angeblichen „britischen Hungerkrieg in Indien“.

## Rückblick
Der spätere erste Ministerpräsident Indiens Jawaharlal Nehru schrieb 1946:

“The famine could have been avoided, given proper handling of the food situation in the earlier years of the war. […] The tragedy of Bengal and the famines in Orissa, Malabar and other places, are the final judgment on British rule in India. The British will certainly leave India and their Indian Empire will become a memory, but what will they leave when they have to go, what human degradation and accumulated sorrow?”

„Die Hungersnot hätte vermieden werden können, wenn eine angemessene Planung der Nahrungsmittelversorgung in den ersten Kriegsjahren erfolgt wäre. […] Die Tragödie Bengalens und die Hungersnöte in Orissa, Malabar und an anderen Orten bilden das endgültige Urteil über die britische Herrschaft über Indien. Die Briten werden sicher Indien verlassen und ihr indisches Reich wird dann Geschichte sein, aber was werden sie hinterlassen, wenn sie gehen müssen, wieviel menschliche Erniedrigung und angehäuftes Leid?“

Bereits in den Jahren 1876 bis 1878 war es nach Ernte-Ausfällen im Hochland von Dekkan zu einer Hungersnot gekommen, bei der etwa acht Millionen Menschen starben.